# Carcaboso
Carcaboso es un municipio español de la provincia de Cáceres, comunidad autónoma de Extremadura, que comprende el pueblo del mismo nombre, el poblado de colonización Valderrosas y un pequeño término municipal en el que se encuentran casas aisladas, secaderos y fincas.
Este municipio se sitúa en la parte oriental de la mancomunidad del Alagón, entre Montehermoso y Plasencia. Por el municipio pasan el río Jerte y la Vía de la Plata, conservándose restos romanos junto a la iglesia parroquial de la localidad. El pueblo de Carcaboso fue fundado en el siglo XIII como aldea del Señorío de Galisteo.
Tiene un área de 20,3 km² con una población de 1123 habitantes en 2016.

## Toponimia
El nombre Carcaboso procede de la palabra cárcava, que significa hoya o zanja producida por las avenidas de agua, que por haber muchas en este pueblo le impusieron el nombre de Carcaboso. El origen etimológico de la palabra hace que podamos ver en algunos documentos la palabra escrita con "v" Carcavoso.

## Geografía física

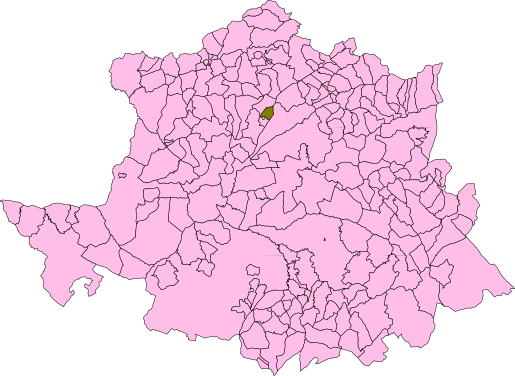
Localización del término municipal de Carcaboso en la provincia de Cáceres.

### Localización
El término municipal de Carcaboso, con un área de 20,3 km², limita con:
- Valdeobispo al norte y oeste;
- Galisteo y Aldehuela de Jerte al sur;
- Plasencia al este.

### Hidrografía
El curso de agua más importante de Carcaboso es el Río Jerte, que atraviesa el este del término municipal y pasa muy cerca del pueblo. Todas las aguas del pueblo van a parar a este río.
Los arroyos más importantes del pueblo son los de Valdeherrero, de Respinga, Vertiente y de Corrales.

## Historia

### Prehistoria
El Yacimiento del "Teriñuelo"

### Edad Antigua

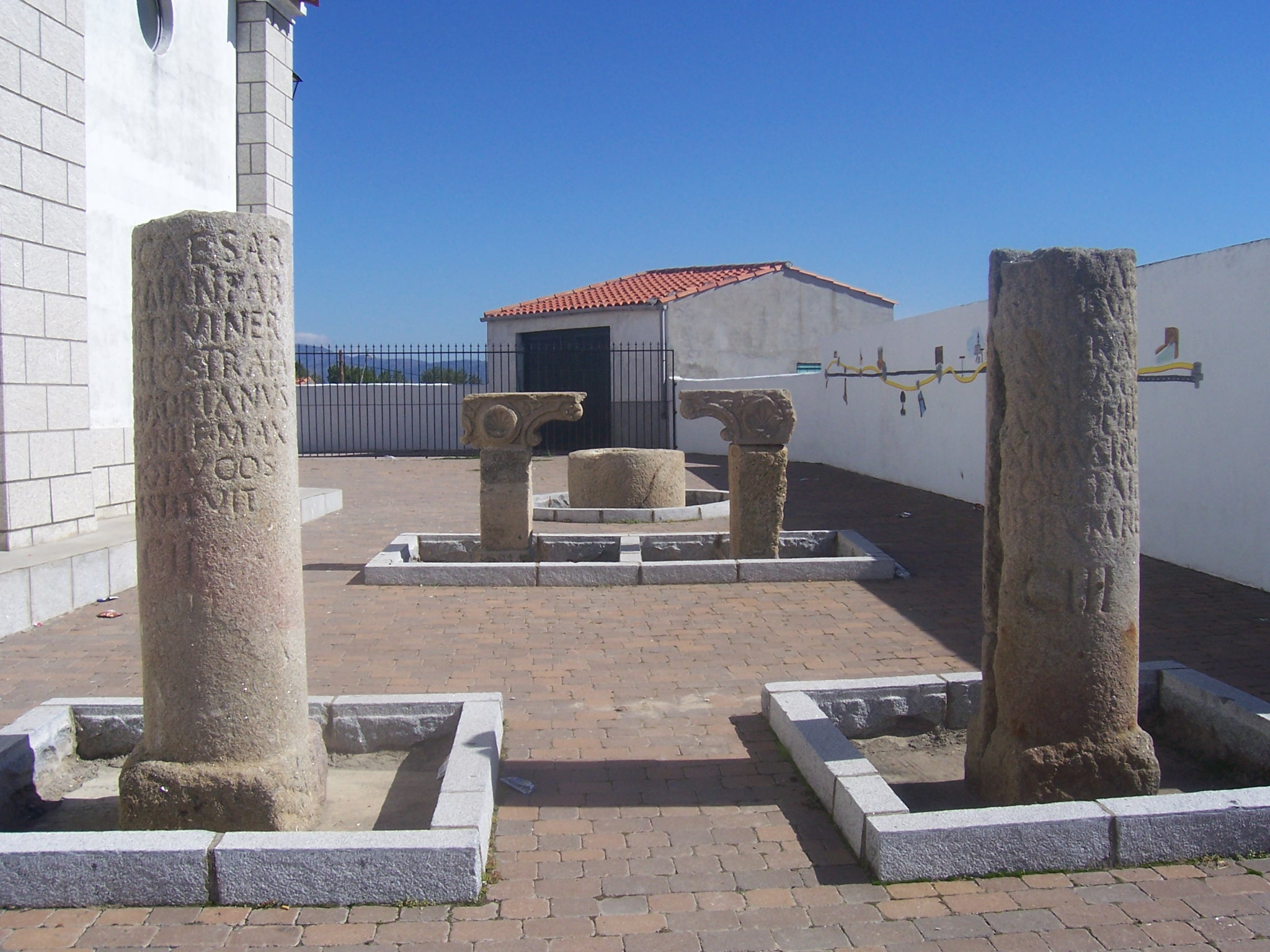
Restos romanos junto a la iglesia de Santiago Apóstol

El lugar donde actualmente se sitúa Carcaboso fue en tiempos romanos un lugar de paso debido a su proximidad a la Vía de la Plata (actaualmente esta calzada separa los términos de Carcaboso y Plasencia).
De esta época se conservan en Carcaboso varios miliarios romanos, que actualmente están colocados junto a la iglesia del pueblo.
En uno de estos miliarios puede leerse la inscripción:

IMP. CAESAR DIVI. TRAIANI. PAR THICI. F. DIVI. NER. VAE. NEPOS. TRAIA NVS. HADRIANUS AVG. PONTIF. MAX. TRIB. POT. V. COS. CII RESTITVIT CIII
En latín: El emperador César Trajano Adriano, hijo del Divo Trajano, vencedor de los Parthos y nieto del Divo Nerva Augusto por la potestad tribunicia quinta vez cónsul… hizo esta reparación, siendo el presente miliario el 102

Los miliarios que actualmente se encuentran alrededor de la iglesia parroquial son los que se encontraban antiguamente en un corral de la calle Aldehuela.

### Edad Media
Carcaboso fue fundado en el siglo XIII, formando parte del señorío de Galisteo. Posiblemente fue fundado allí por su proximidad a la Vía de la Plata, a la Cañada Real Soriana Occidental y a Plasencia.
El primer documento que habla de Carcaboso es un acta notarial de Plasencia fechada en 1290, que hace referencia a la finca de Sampedrillo.

### Edad Moderna
Carcaboso en 1752

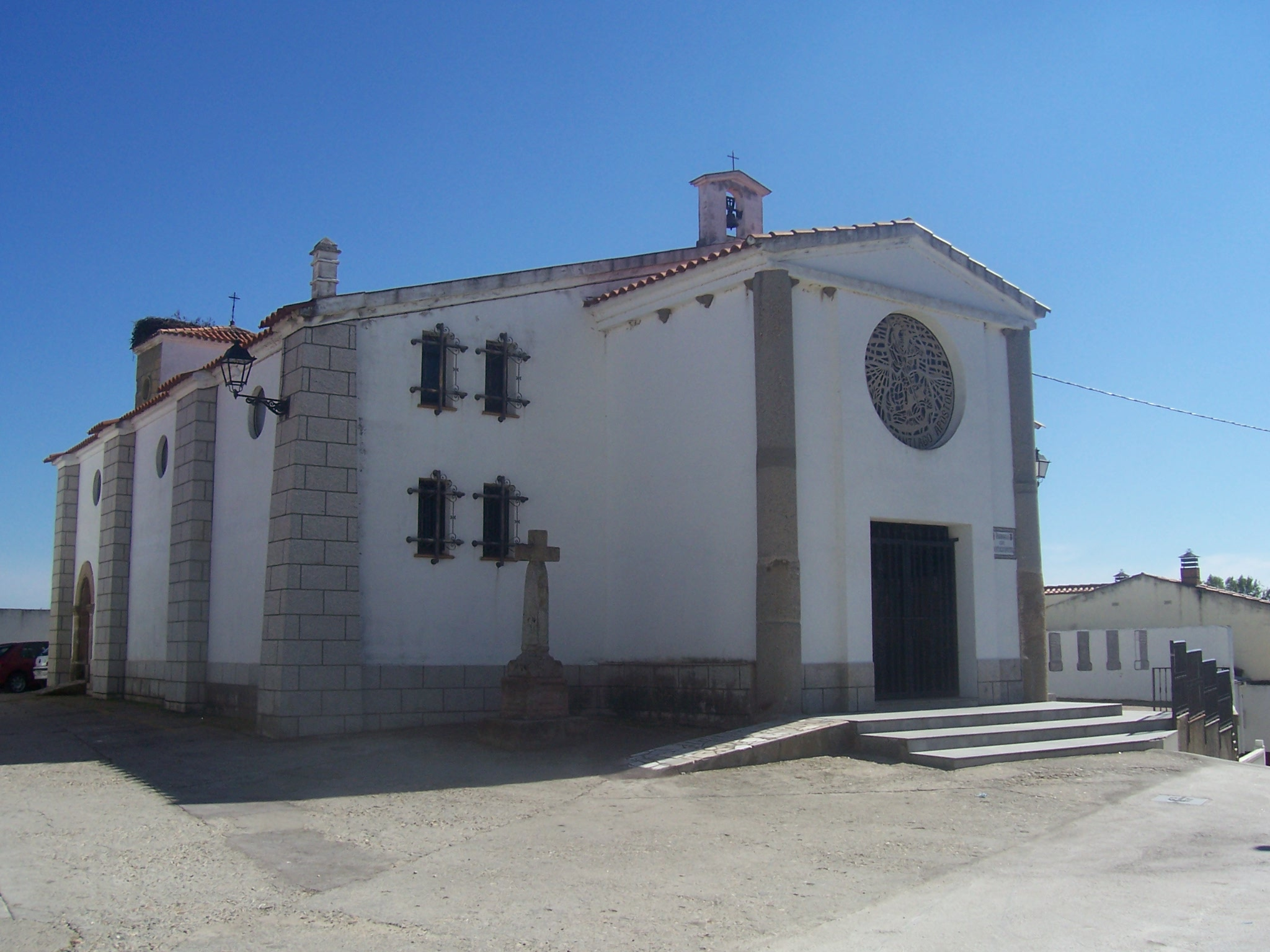
Iglesia de Santiago Apóstol en Carcaboso.

En 1752 se realizó en Carcaboso el catastro del marqués de la Ensenada. Entre otros datos, en el catastro se recogía lo siguiente:
Entre los vecinos de Carcaboso había 22 labradores, 17 jornaleros, 2 personas que guardan el ganado vacuno, 1 mayoral de ovejas, cabras y cerdos, 1 zagal, 1 estanquero, 1 herrero, 1 cirujano-barbero, 1 escribano de ayuntamiento, 1 herrador, 1 herrero, 1 eclesiástico y 1 tejedor de lienzos. Entre los servicios había 6 mesones, 2 hornos de pan, 1 horno municipal para cocer tejas, 1 alhóndiga, 1 taberna de vino y 1 panadería.
Carcaboso en 1791
El Interrogatorio de la Real Audiencia de Extremadura da la siguiente información sobre Carcaboso:
En el pueblo había 5 mesones y un pósito municipal (para ayudar a los agricultores con malas cosechas). Había una cofradía, la de la Vera Cruz, y Carcaboso tenía una ermita dedicada a San Jovita. En Carcaboso no había escuelas.

### Edad Contemporánea

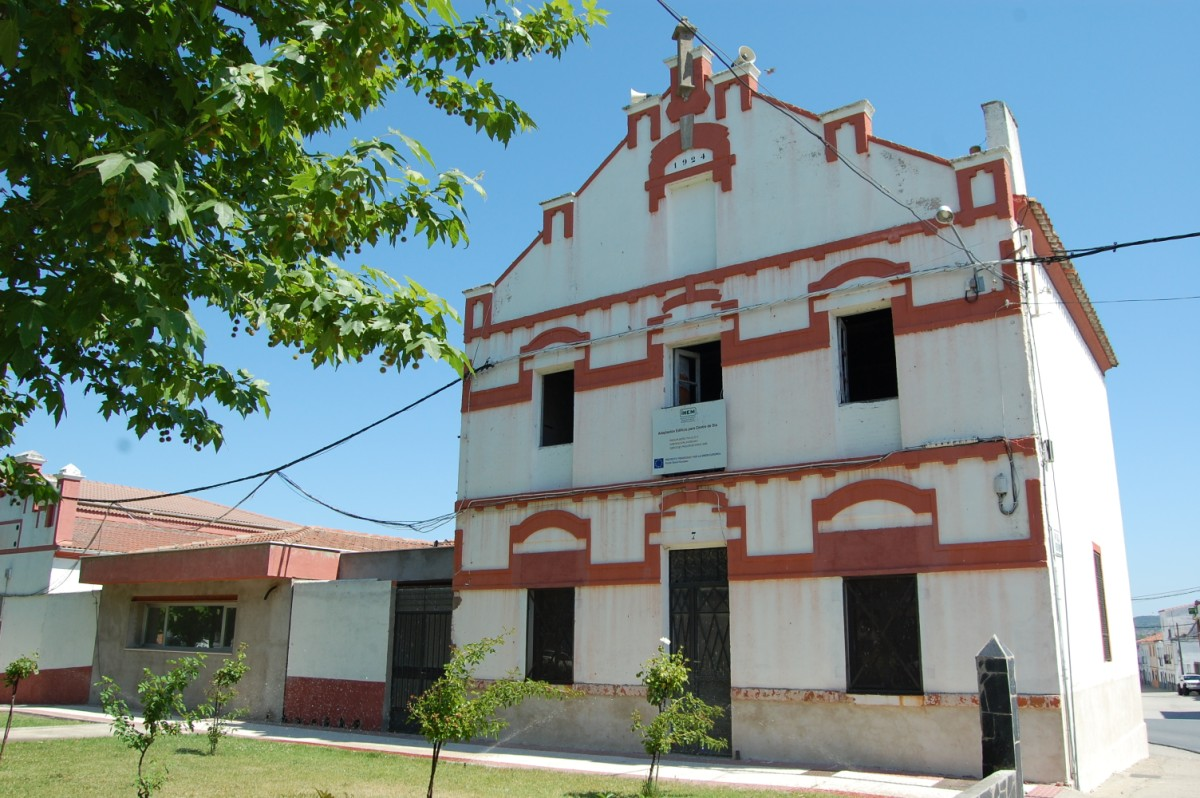
Edificio de principios de en Carcaboso.

Carcaboso se emancipó como municipio en 1837, junto con el resto de los pueblos del señorío de Galisteo. Así, a la caída del Antiguo Régimen la localidad se constituye en municipio constitucional en la región de Extremadura, desde 1834  quedó integrado en el partido judicial de Plasencia. En el censo de 1842 contaba con 60 hogares y 325 vecinos.
Durante la segunda mitad de siglo XX se produce la expansión de Carcaboso con motivo de la implantación del regadío en su término municipal, construyéndose el embalse de Valdeobispo para regar el campo. En el término de Carcaboso se fundó el poblado de colonización de Valderrosas, destinado a servir de residencia a los colonos de la zona regable.

## Demografía
Carcaboso cuenta con una población de 1069 habitantes (INE 2024).
| Gráfica de evolución demográfica de Carcaboso entre 1842 y 2021                                                     |
| |
| Población de derecho según los censos de población del INE Población de hecho según los censos de población del INE |

Según el nomenclátor, en el término municipal de Carcaboso hay dos núcleos de población reconocidos como tal: Carcaboso y Valderrosas, estando la población del municipio distribuida de la siguiente forma:
| Localidad               | 2002 | 2005 | 2008 | 2011 | 2014 |
| ----------------------- | ---- | ---- | ---- | ---- | ---- |
| Carcaboso (pueblo)      | 1072 | 998  | 1079 | 1096 | 1060 |
| Carcaboso (diseminados) | 14   | 12   | 15   | 20   | 26   |
| Valderrosas             | 1    | 2    | 30   | 44   | 36   |
| Total                   | 1087 | 1012 | 1124 | 1160 | 1122 |

## Transportes
Carreteras
| Nombre                                  | Lugar de entrada al pueblo | Lugares a los que va |
| --------------------------------------- | -------------------------- | --- |
| EX-370 Carretera de Montehermoso        | Oeste de la localidad      | Lleva a Montehermoso y Pozuelo de Zarzón, con salidas secundarias a Valderrosas, Valdeobispo, Alagón del Caudillo y Guijo de Galisteo. |
| EX-370 Carretera de Plasencia           | Este de la localidad       | Lleva a Plasencia. |
| CC-84 Carretera de Valdeobispo          | Noroeste de la localidad   | Lleva a Valdeobispo. |
| CC-106 Carretera de Aldehuela del Jerte | Sureste de la localidad    | Lleva a Aldehuela del Jerte y de ahí a la EX-108, por la cual se puede ir a Alagón del Río o a Galisteo.                               |

Autobús

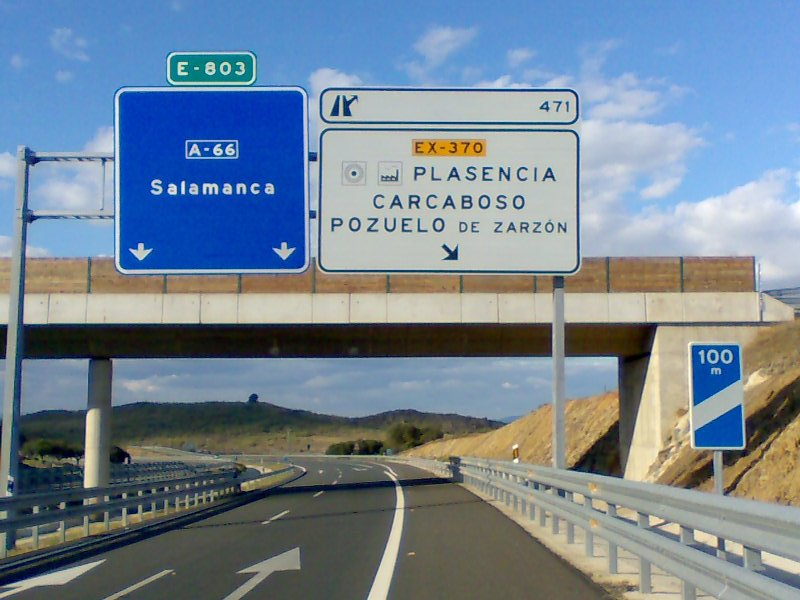
Salida a Carcaboso por la EX-370 en la Autovía de la Plata.

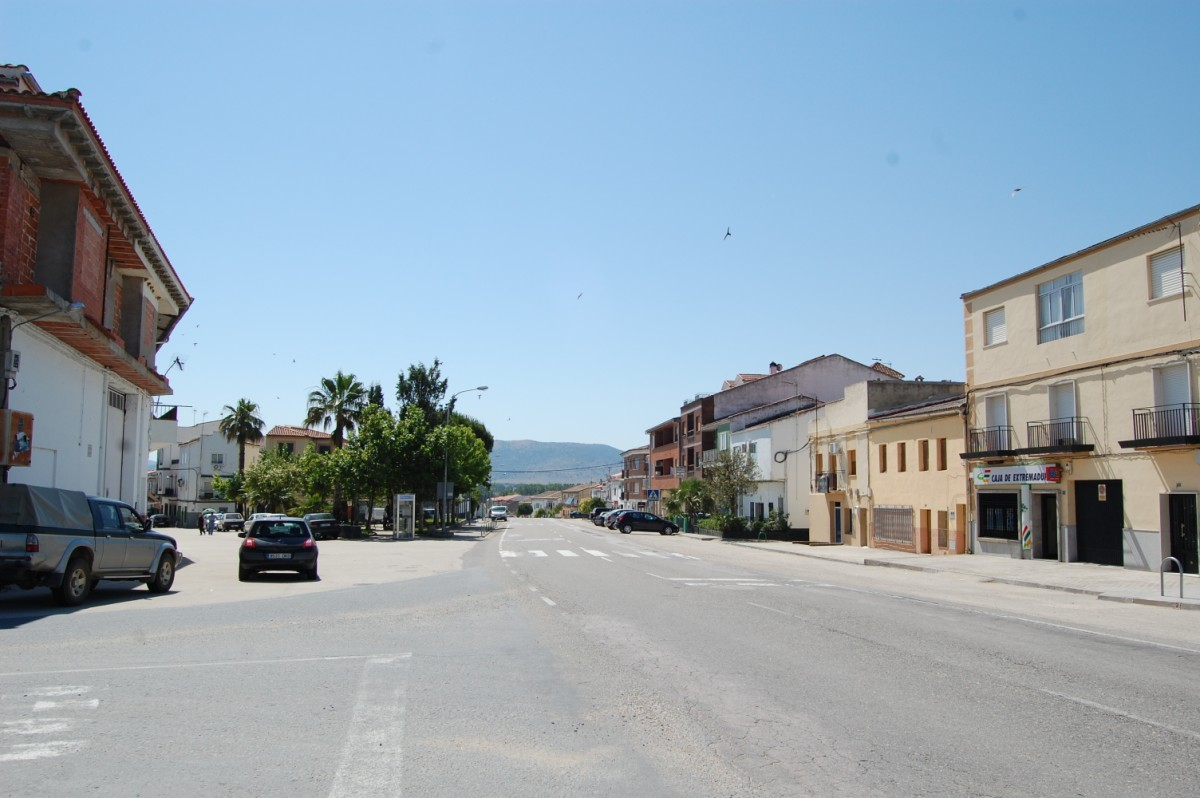
La EX-370 a su paso por Carcaboso.

Del pueblo salen de lunes a viernes dos autobuses al día a Plasencia, a las 8:05 y a las 9:30. A las 13:15 sale un autobús a Zarza la Mayor, pasando por Valdeobispo, Montehermoso y Coria. A las 15:30 sale otro autobús a Las Hurdes, pasando por Valdeobispo, Montehermoso y Pozuelo de Zarzón.

## Símbolos
El escudo de Carcaboso fue aprobado mediante la "Orden de 21 de abril de 1987, de la Consejería de la Presidencia y Trabajo, por la que se aprueba el Escudo Heráldico del Municipio de Carcaboso (Cáceres)", publicada en el Diario Oficial de Extremadura el 28 de abril de 1987 luego de que el ayuntamiento aprobara el expediente el 28 de octubre de 1986 y la Real Academia de la Historia emitiera informe el 23 de enero de 1987. El escudo se define así:

Partido. Primero, de gules dos calderas ajedrezadas de oro y sable, puestas en palo con seis sierpes de sinople salientes de sus asas. Segundo, de azur las letras S-P-Q-R, de oro, puestas en situación de banda. Al timbre Corona Real cerrada.

La bandera de Carcaboso fue aprobada mediante la "Orden de 8 de julio de 1987, de la Consejería de la Presidencia y Trabajo, por la que se aprueba la Bandera Municipal del Ayuntamiento de Carcaboso (Cáceres)", publicada en el Diario Oficial de Extremadura el 14 de julio de 1987 luego de que el ayuntamiento aprobara el expediente el 28 de agosto de 1986 y la Real Academia de la Historia emitiera informe el 19 de junio de 1987. La bandera se define así:

Bandera cuadrada, de color verde en cuyo centro campea el Escudo Municipal

## Administración
| Partidos políticos en el Ayuntamiento de Carcaboso (2019-2023) |            |
| Partido político                                               | Concejales |
| Extremeños (eX)                                                | 4          |
| Partido Socialista Obrero Español (PSOE)                       | 5          |
| Partido Popular (PP)                                           | 0          |

| Periodo   | Nombre                          | Partido    |
| --------- | ------------------------------- | ---------- |
| 1979-1983 | Santos Domínguez Riolobos       | A.E.       |
| 1983-1987 | José María Sánchez Navarro      | PSOE       |
| 1987-1991 | José María Sánchez Navarro      | PSOE       |
| 1991-1995 | José María Sánchez Navarro      | S.I.       |
| 1995-1999 | José María Sánchez Navarro      | S.I.       |
| 1999-2003 | José María Sánchez Navarro      | SIEX       |
| 2003-2007 | José María Sánchez Navarro      | IU-SIEX    |
| 2007-2011 | Jesús Alberto Cañedo Carpintero | PREX       |
| 2011-2015 | Jesús Alberto Cañedo Carpintero | Prex-Cex   |
| 2015-2019 | Lorena Rodríguez Lucero         | Extremeños |
| 2019-2023 | Marife Plata Herrero            | PSOE       |

La actual alcaldesa es Marife Plata Herrero de PSOE.

## Servicios públicos

### Educación
El colegio público de Carcaboso es el CP Nuestra Señora de Fátima.

## Patrimonio
La iglesia parroquial de Santiago Apóstol está situada al sureste del pueblo y se construyó en el siglo XVI y fue reformada a finales del siglo XX. Es una iglesia pequeña de planta rectangular, con una única nave dividida en tres tramos separados por arcos apuntados. En la parte trasera de la iglesia, junto al retablo, sobresalen el campanario y la sacristía.

## Cultura

### Festividades

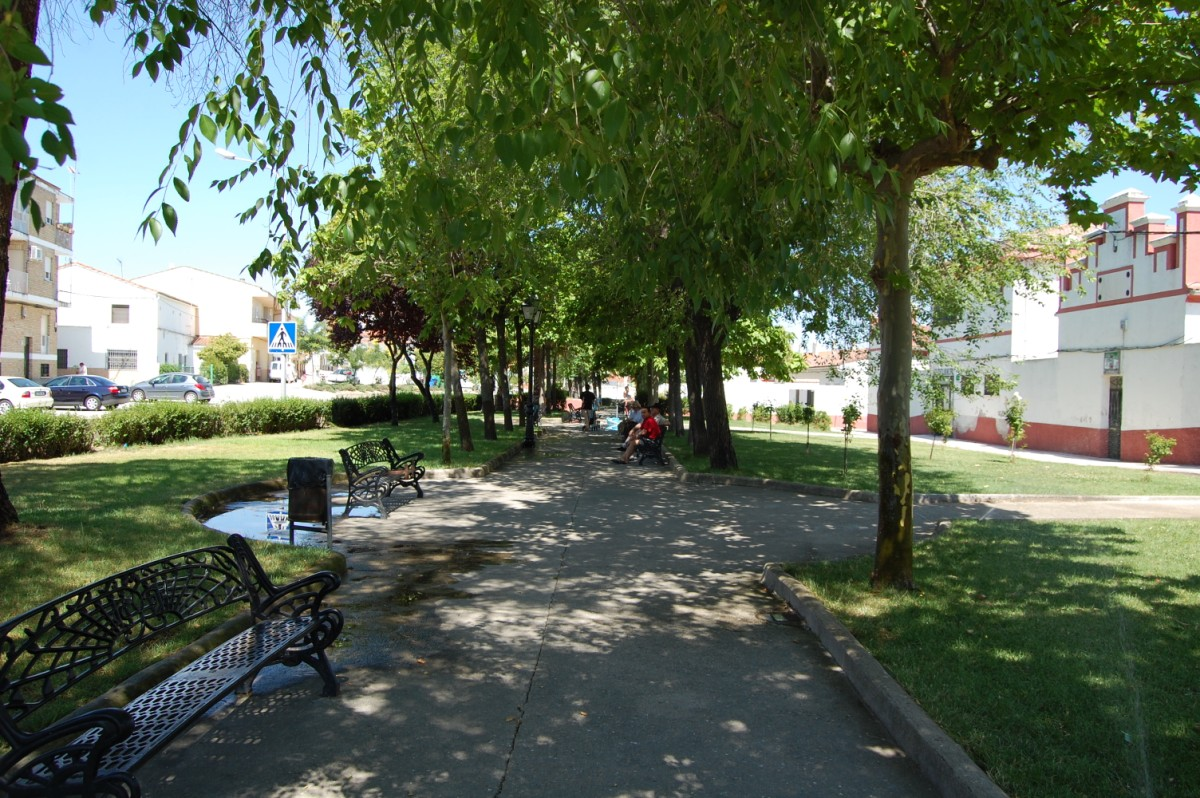
Parque en Carcaboso.

En Carcaboso se celebran las siguientes fiestas:
- Carnavales, con desfile el sábado, matanza y quintos el domingo y convivencia el Martes de Carnaval;
- La Cruz de Mayo, el primer domingo de mayo;
- San Cristóbal, el segundo fin de semana de julio;
- Santiago Apóstol, fiesta patronal de Valderrosas, el 25 de julio;
- Fiestas de los Santos Faustino y Jovita, patrones de Carcaboso (20 y 21 de septiembre).

### Gastronomía
En la gastronomía del municipio destacan los dulces caseros como roscas, buñuelos y tururillos. Aunque ya se hacen panes en horno eléctrico, aún es típico cocinar pan artesanal en horno de leña. Por otra parte, los establecimientos hosteleros del lugar hacen pinchos típicos como los callos con morcillas, las morcillas crujientes y las patatas rebolconas.